# Théorie LNS
Pour les articles homonymes, voir LNS et GNS.

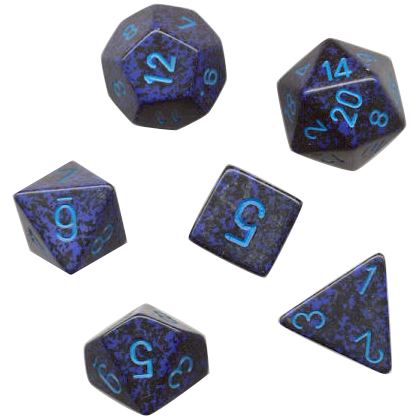
Dés de 3, 6, 8, 12 et 20 faces ; les dés de ce type sont couramment utilisés en jeux de rôle.

La théorie LNS (en anglais GNS Theory (en)) est une théorie concernant la pratique du jeu de rôle sur table inventée par l'auteur de jeux de rôle indépendant américain Ron Edwards.
Cette théorie, qui s'attache à étudier les relations entre les joueurs autour de la table de jeu, catégorise les « attentes créatives » (creative agenda) des joueurs en ludisme, narrativisme et simulationnisme (« LNS » ; en anglais gamism, narrativism, simulationism ce qui donne « GNS »).

## Historique
Les meneurs de jeu ont cherché très tôt à connaître les motivations de leurs joueurs afin d'adapter les parties. C'est ainsi qu'en 1980, soit six ans après la sortie du premier jeu de rôle, Jeffrey A. Johnson propose un modèle à deux axes : un axe « réalisme » (realism), et un axe « buts » (goals). Les quatre extrémités des axes donnent donc quatre manières « extrêmes » de jouer, qu'il fait correspondre aux archétypes proposés par Glenn F. Blacow dans un article précédent :
- sur l'axe réalisme :
  - fantasy pure d'un côté, ou incarnation du rôle (role-playing),
  - simulation de l'autre, ou jeu de guerre (wargaming) ;
- sur l'axe buts :
  - poursuite des buts personnels d'un côté (personal goals), ou quête de puissance (power-gaming),
  - poursuite des buts de la campagne de l'autre (campaign goals), ou narration (story telling).

```
                  Personal Goals
                  (Power-Gaming)
                        |
                        |
                        |
                        |
                        |
 Pure Fantasy ----------+---------- Simulation
(Role-Playing)          |          (Wargaming)
                        |
                        |
                        |
                        |
                  Campaign Goals
                  (Story Telling)
```

Selon Johnson, chaque campagne peut être placée sur ce graphique, et « l'idéal » est de proposer une campagne proche du centre, car cela permet de s'adapter au plus grand nombre de joueurs. On peut rapprocher ce modèle du modèle LNS avec la correspondance réalisme ↔ simulation et buts ↔ narrativité.
Des modèles tripartites apparaissent en 1997 dans la communauté rgfa,, avec notamment le modèle proposé Mary Kuhner et résumé par John Kim. Ce modèle, parfois appelé LDS[réf. nécessaire] pose l'hypothèse qu'un maître de jeu prend ses décisions en fonction de l'intérêt ludique, de l'intérêt dramatique ou de l'intérêt de la simulation. De ce fait, les préférences des joueurs, le style du maître de jeu et même les systèmes de règles peuvent être classée en orienté ludique, orienté dramatique ou orienté simulation, ou quelque part entre ces extrêmes. À la même époque dans le même groupe, Irina propose la trichotomie world—story—challenge
```
             World
              /\
             /  \
            /    \    
           /      \
          /        \
         /          \
        /            \
       /              \
      /                \
Story  ----------------  Challenge
```

Brian Gleichman propose gamist—simulation—drama et Roger Bonzer lui préfère drama—modeling—formal rules. Shazemar propose un modèle en carré character—world—story—game.
```
Character _____________  World
          |            |
          |            |
          |            |
          |            |
          |____________|
   Story                 Game
```

Le jeu est déjà considéré sous son aspect de dynamique sociale.
Dans son article System Does Matter (le système est important), Ron Edwards refond le modèle tripartite en changeant le sens de chaque catégorie, mais cela reste une typologie des participants. Avec GNS and Other Matters of Role-playing Theory Ron Edwards quitte la typologie de joueurs pour s'intéresser aux objectifs et décisions des participants en tant que groupe. Ces « prémisses » sont nommées « ludisme », « narrativisme » et « simulationnisme ». Plus tard, ces prémisses seront respectivement sous-titrées Step on Up!, Narrativism: Story Now et The right to Dream et le terme prémisse sera abandonné pour celui de creative agenda (attente/démarche créative) dès l'article Step on Up!. Selon cette théorie, un jeu bien conçu soutient par ses règles l'attente créative du groupe [réf. nécessaire]. Un groupe qui ne serait pas clair sur ses objectifs risquerait, sans forcément les subir, des dysfonctionnements, allant du plaisir de jeu diminué aux disputes entre participants[réf. nécessaire]. Cependant, cette théorie s'inscrit dès 2003 dans une réflexion plus large et plus structurée.
Entre 1999 et 2005, la théorie LNS est abondamment discutée sur le forum The Forge et dans les trois articles spécialisés,,. L'œuvre collective qui émerge de ces discussions est nommée the Big Model (le grand modèle), plus tard résumée et incorporée dans un glossaire provisoire de termes techniques employés sur The Forge. Les attentes créatives sont dès lors vues comme gouvernant la cohérence entre les différents niveaux du jeu : le contrat social, l'exploration, les techniques et l'éphémère.
De septembre 2005 à mars 2006 Ben Lehman publie sur son blog Une Introduction à la théorie de la Forge. Cette période coïncidant avec la fermeture du forum de discussions théorique de The Forge, il considère lui-même que cet essai résume de façon définitive le Big Model[réf. nécessaire], ce qui n'empêchera pas ses créateurs de continuer à développer la théorie rôliste au-delà.
La formulation originelle de la théorie LNS est maintenant considérée comme obsolète par Ron Edwards lui-même. Cet article présente donc les attentes créatives comme partie intégrante du Big Model, ce qui était encore l'attitude de Ron Edwards en 2010 au moins.

## Description de la LNS
Le jeu de rôle, ce sont d'abord des personnes qui discutent autour d'une table. C'est l'objet de la théorie LNS. La théorie LNS ne concerne pas les personnages ni la fiction à l'intérieur du jeu — Est-ce un jeu médiéval fantastique ? Est-ce un jeu violent ? Est-ce qu'il y a beaucoup de combat ? —, mais les interactions entre les joueurs et les activités des véritables personnes assises autour d'une table.
Lorsqu'on observe les participants d'un jeu de rôle on peut s'interroger sur leurs buts. Pourquoi jouent-ils ? Pourquoi jouent-ils de cette façon ? Qu'en retirent-ils ? Sur le long terme, on peut répondre à ces questions de trois manières s'excluant mutuellement :
- ils veulent se distinguer ;
- ils ont quelque chose à exprimer ;
- ils veulent s'y croire.

Ce qu'ils veulent dire, de quel point de vue veulent-ils se distinguer, où précisément veulent-ils se croire, tout ça dépend de la personne à ce moment particulier.
Au cours du temps, c'est-à-dire sur le total de très nombreuses situations de jeu, le jeu répondra aux attentes créatives des joueurs ou bien ne parviendra pas à y répondre. Auront-ils leur débat ? Se distingueront-ils ou se fondront-ils dans la masse ? S'y croiront-ils ? Comme dans quasiment tous ces phénomènes qui se construisent et émergent ainsi, le succès dépend de la structure utilisée pour résoudre les situations mais ne se limite pas à celle-ci. Aucune résolution de situation prise individuellement ne peut révéler
- ce que sont les attentes créatives des joueurs ;
- si on répond à ces attentes.

En particulier, limiter nos observations au contenu en jeu d'une situation prise individuellement nous empêchera à coup sûr de percevoir ce que les joueurs retirent réellement du jeu.
Ce que dit la LNS, c'est que lorsqu'on parle de jeu de rôle, on parle en fait d'activités humaines très diverses qui se cachent sous la même apparence (des joueurs autour d'une table jouant le rôle de personnages imaginaires) et les mêmes techniques (lancé de dé, répartition des droits sur la fiction, etc.) et le même vocabulaire.
- La théorie LNS part du « contrat social » : ce qui fait que des personnes se mettent ensemble pour faire une activité commune, ici une partie de jeu de rôle.
- Au sein de ce contrat social, les joueurs partent en « exploration » : c'est l'acte de « jouer au jeu de rôle » à proprement parler, au sein de l'univers de fiction partagé par les joueurs. L'exploration comprend typiquement cinq composantes : des personnages, une toile de fond (contexte, cadre, background, univers), et donc des situations, un système (qui permet aux situations d'évoluer), et une saveur (appelée couleur, color, qui sont des détails d'ambiance facilitant l'immersion des joueurs et les appelant à rebondir).
- Les « attentes créatives » viennent au sein de cette « exploration ».
- Les attentes créatives sont satisfaites par la mise en œuvre de « techniques » ; le terme « techniques » est à prendre au sens large, il peut s'agir du système de récompense, du passage de l'énoncé des joueurs aux actions des personnages et aux conséquences induites (IIEE, intent-initiative-execution-effect), …
- Au cours du jeu, il en résulte des « instantanés » (ephemera, litt. « choses éphémères ») : ce sont des événements durant au plus quelques secondes, comme des attitudes, des paroles diégétiques (s'exprimer en tant que personnage) ou extradiégétiques (s'exprimer en tant que joueur), des effets sonores, prendre des notes, se référer à des notes, bavarder, rire, féliciter, désapprouver, utiliser un mécanisme de jeu (par exemple jeter les dés), montrer une image, …

Chaque élément de cette structure est inclus dans le précédent :
[contrat social [exploration [attentes créatives → techniques instantanés].]
Dans le schéma ci-dessus, la flèche indique le passage de l'idée au concret, la mise en œuvre des intentions, l'acte de jouer.
Certains termes sont ambigus. En particulier, la théorie ne s'intéresse à aucun moment aux règles du jeu. Le terme « système » désigne de manière générale la manière dont on fait évoluer la situation, et est plutôt du ressort des conventions d'interventions : qui énonce quoi, qui décide de l'évolution et comment. Les techniques sont des méthodes concrètes, observables, de jeu. Les règles sont des textes écrits qui peuvent expliciter n'importe quel niveau du modèle (du contrat social aux instantanés).
On peut décrire les attentes créatives de la manière suivante.

### Le ludisme
« Step on up! — Le respect du défi. »

Le ludisme est une activité dans laquelle chacun des participants montre qu'il est capable de prendre des risques, d'établir une tactique, de diriger et d'avoir de la chance. Le participant est reconnu et estimé s'il réussit à ces tâches. Cette activité est comparable aux jeux de société, aux sports ou à la course automobile.

### Le narrativisme
« Story now! — L'histoire maintenant. »

Le narrativisme est une activité où les participants élaborent une histoire porteuse de sens. Le participant est reconnu et estimé pour avoir contribué à l'histoire d'une manière mémorable. Cette activité est comparable au théâtre, à la poésie, à l'improvisation musicale (slam) et aux ateliers d'écriture collective (mais pas au travail de nègre littéraire). 

### Le simulationnisme
« The right to dream! Constructive denial! — Le droit de rêver, ou le déni constructif. »

Le simulationnisme est une activité au cours de laquelle les participants célèbrent un lieu différent, une période différente ou un monde différent. Le participant est reconnu et estimé pour avoir contribué à l'impression de réalité, que ça soit par la répétition de détails canoniques ou par l'élaboration de déguisement. Cette activité est comparable aux reconstitutions historiques, au modélisme, ou aux fan-clubs, en particulier les fans de fictions comme Star Wars ou Star Trek ; toutefois,

« C’est l’imitation précise d’autres personnalités, d’autres cultures et d’autres philosophies que les nôtres, qui intéresse le jeu de rôle simulationniste. […] Notez que le simulationnisme rejette toute racine littéraire : il est donc exclu de vouloir imiter les comportements et les attitudes de personnages de films ou de séries. »

Cette conception est donc associée étroitement à l'immersion, à l'interprétation en profondeur du personnage (immersionisme).
Il y a souvent une confusion sur l'acception du terme « simulationnisme » : on pourrait croire qu'il s'agit de jeux possédant des règles pour gérer, simuler, des situations. Dans cette acception, historiquement, les jeux de rôle étaient simulationnistes, par héritage du jeu de guerre — toutefois, un jeu ne peut raisonnablement « se réclamer de l'héritage de la LNS » que s'il a été publié après 1997… On peut ainsi citer des jeux « simulationnistes » par la précision de leurs mécanismes (GURPS, Steve Jackson, 1986) et de leur univers (RuneQuest, Greg Stafford, 1978).
Mais le sens réel de « simulationnisme » dans la théorie LNS est :

« ne pas laisser des informations de méta-jeu influer les décisions dans l’aventure (telles que : le fait qu’un personnage soit un PJ ; qu’il ait plus d’importance que le décor de l’aventure (background) ; ou qui les joueurs sont). Ainsi, le simulationnisme rejette les méthodes de type bonus aux jets de dés quand le MJ trouve une action cool, ou de type “points de karma” permettant aux joueurs d’altérer le décor de l’aventure. À la place, ce qui arrive doit être fondé uniquement sur ce qui arriverait dans l’univers de jeu, en tant que réalité alternative. »

Concernant la création d'aventures :

« Le MJ est censé préparer des accroches scénaristiques afin d’encourager les PJ à s’engager dans l’aventure prévue.[…] Toutefois, le principe central du simulationnisme empêche d’utiliser ces méthodes.[…] Cela dénie toute maîtrise du MJ sur l’intrigue [, il] est réduit à superviser le décor.

[…]

Dans une partie simulationniste, le fardeau de diriger la partie repose davantage sur les épaules des joueurs. Sans situations arrangées pour forcer les PJ à l’action, les joueurs doivent être plus proactifs.

[…]

il est primordial de ne pas juger le JdR simulationniste [sous l’angle de la qualité des intrigues] comme s’il était un roman ou une pièce de théâtre, mais plutôt comme une expérience en soi. »

Par ailleurs, le meneur de jeu ne cherche pas à équilibrer la partie.
Concernant la résolution des actions, le meneur de jeu respecte scrupuleusement les jets de dés. Il ne favorise pas la réussite d'action juste parce qu'elles sont distrayantes ou héroïques.
Il ne faut pas confondre cette acception avec le mouvement artistique homonyme.

## Applications de la théorie LNS
La catégorisation LNS acquiert tout son sens en tant qu'outil :
- aux mains des joueurs cherchant à diagnostiquer les problèmes rencontrés lors d'un jeu, ou
- aux mains des concepteurs de jeu et des joueurs pour se concentrer exactement sur ce qui est important.

En effet, si les différentes personnes du groupe de jeu ont des attentes créatives différentes sans en être conscients, ils vont essayer chacun de se lancer dans une activité différente, tout en croyant jouer au même jeu que les autres, ce qui provoque souffrance et frustration. Savoir dans quelle activité commune se lance le groupe permet d'adapter ses attentes et d'éviter les divergences.
En se focalisant sur la réponse à un type d'attente créative, le concepteur de jeu de rôle peut espérer créer un jeu cohérent et efficace.
Au cours de discussions sur les attentes créatives, un certain nombre de réactions reviennent souvent et montrent que la personne est confuse et ne parle pas réellement des attentes créatives, ce qui peut mener à des incompréhensions :
- « mais mon personnage ferait cela » : les personnages sont fictifs et ne prennent pas de décision en absence de joueur ;
- « mais ce n'est qu'un jeu », « je ne joue que pour m'amuser » : la personne tient à une technique, ce qui se caractérise par un attachement à une règle ou au contraire à une absence de règles ; la personne ne considère pas la technique comme une manière de satisfaire une attente créative, mais comme un but en soi ; cela peut se décliner en :
  - « le système n'a pas d'importance, ce qu'il faut, c'est un bon groupe et un bon MJ » : toutes les sessions de jeu utilisent un système, et la notion de « bon » signifie en général « ce que je veux »,
  - « la règle d'or, c'est que si une règle ne vous convient pas, vous devez la changer » : l'arbitraire de cet énoncé implique que le système n'a pas d'importance (cf. énoncé précédent), et que le MJ peut imposer aux autres ses attentes créatives,
  - « quoi qu'il en soit, tout le monde s'amuse » : la personne s'amuse, et pense que tout le monde s'amuse, mais est-ce vraiment le cas ?
- « ça modifie l'équilibre » : la notion d'équilibre nécessite d'être définie de manière très précise ; cette phrase est en général un chiffon rouge agité qui peut envenimer la discussion ;
- « ce n'est pas réaliste » : la notion de réalisme est inadaptée au contexte du jeu dans un univers de fiction ; c'est un autre chiffon rouge.

## Jeux se réclamant de l'héritage de la LNS
Ludisme
- Elfs de Ron Edwards (2001)
- Rune (2001)  de Robin D. Laws (en)

Narrativisme
- Sorcerer (en) et Trollbabe (en) de Ron Edwards (2002)
- My Life with Master (en) de Paul Czege (en) (2003)
- Dogs in the Vineyard (en) de D. Vincent Baker (en) (2004)
- Polaris de Ben Lehman
- Psychodrame de Frédéric Sintès

Simulationnisme
Selon Kim, un jeu simulationniste pense l'univers de jeu comme une réalité alternative. Les personnages joueurs doivent agir selon leurs motivations propres, ils sont donc plus égoïstes, et/ou plus sociaux, que dans les autres styles de jeu. L'évolution de la campagne est donc axée sur les motivations des personnages. Les parties sont immersives ; toutefois, les règles ne prévoient pas d'incitation trop forte, ou de contrainte, pour que les personnages se comportent de telle ou telle manière ; la cohérence avec le passé et le caractère du personnage doit venir du joueur et de sa manière de jouer, élément important de l'immersion.
- Pavillon Noir de Renaud Maroy (2000)
- Prosopopée de Frédéric Sintès (2012)
- Tenga de Jérôme Larré

## Après la théorie LNS
La théorie LNS a alimenté une multitude de débats et permis de nombreuses réflexions sur la théorie en jeu de rôle.
Cependant, comme tous les modèles, elle possède ses limites, voire de profondes erreurs selon certains théoriciens qui lui préfèrent d'autres théories ; son créateur la considère même comme obsolète comme indiqué précédemment. Celui-ci considère la définition des trois manières de jouer comme ouvrant à d'infinies discussions sur leur signification exacte et incompréhensions (« it opens up all sorts of horrific and defensive mis-readings »). Ron Edwards préfère se référer à un contrat social qui définit :
- l'exploration, qui est le moyen du jeu (imagination communicative) ;
- les techniques qui en découlent, et qui sont les procédures de jeu ;
- les éphémères, qui découlent des techniques, et qui sont ce que font les joueurs instant après instant ;
- les attentes créatives étant ce qui articule tout cela.

Ainsi, pour lui, l'important est que les joueurs aient conscience de leurs attentes créatives, sans qu'il soit nécessaire de les classer.
D'autres modélisations sont apparues par la suite, comme la théorie des niveaux d’immersion multiples, créé pour le grandeur nature, ou le modèle intégratif/dissipatif.
Certains distinguent quant à eux les joueurs qui défendent, plaident les intérêts de leurs personnages (advocacy), et les joueurs qui considèrent les personnages comme des « pions » qui doivent « résoudre la scène » ; et concernant les règles, on distingue les règles mettant en œuvre le personnage pour modifier la narration (« positionnement », point de contact entre la fiction et les règles) et celles permettant de modifier la narration sans justification interne à la narration (non intradiégétique).